# Heteroclymene koellikeri
Heteroclymene koellikeri är en ringmaskart som först beskrevs av McIntosh 1885.  Heteroclymene koellikeri ingår i släktet Heteroclymene och familjen Maldanidae. Inga underarter finns listade i Catalogue of Life.